# Лобеке
«Лобеке» (англ. Lobéké National Park, фр. Parc national de Lobéké) — национальный парк в юго-восточной части Камеруна в районе Moloundou, Восточный регион. Является частью леса Санга.

## История
Впервые о том, что данную территорию надо объявить национальным парком Всемирный фонд дикой природы заявил в 1991 году, рекомендуя взять под охрану 40—400 тысяч гектаров земли, однако официально парк был создан лишь в октябре 1999 года. 18 апреля 2006 года Лобеке предложен к включению в Список Всемирного наследия, но по состоянию на начало 2013 года решение пока не принято.

## География
Площадь национального парка Лобеке составляет 2178 км², на ней проживает около четырёх тысяч человек.

Парк расположен во Впадине Конго, с востока ограничен рекой Санга, которая в этом месте также является границей между Камеруном, Центральноафриканской Республикой (ЦАР) и Конго. Лобеке граничит с другими национальными парками, в частности, с Бумба-Бек. Парк интересен тем, что граничит с двумя другими охраняемыми природными территориями других государств: Дзанга-Санга в ЦАР и Нубале-Ндоки в Конго, которые также входят в лес Санга.

## Флора и фауна
Лес Лобеке является полу-вечнозелёным, заготовка древесины в нём почти никогда не производилась. Среди большого разнообразия деревьев (более 300 видов) можно выделить преобладающие стеркулиевые, хлопковое дерево и лимба. В подлеске преобладают марантовые, имбирные, эбеновые и анноновые.
В Лобеке обитает одна из самых густонаселённых популяций лесных слонов и западных равнинных горилл в Африке. Также в значительном количестве встречаются другие обезьяны, леопарды, десять видов копытных. Кроме млекопитающих в Лобеке зарегистрированы 215 видов бабочек, 134 вида рыб, 18 видов рептилий и 16 видов амфибий. Парк Лобека является важным местом для жизни и размножения редких птиц, здесь их насчитывается более 330 видов, особенно можно выделить африканского зелёного голубя и малайского гомрая.
В Лобеке присутствует браконьерство, особое внимание преступники уделяют экзотическим животным, слоновой кости и птицам, в частности, жако, несмотря на то, что вывоз птиц из страны запрещён правительством ещё в 1997 году.